# Daeng Soetigna
Daeng Soetigna (ur. 13 maja 1908 w Garut, zm. 8 kwietnia 1984 w Bandungu) – indonezyjski nauczyciel i muzyk. Zapoczątkował stosowanie zachodniej skali diatonicznej w grze na instrumencie angklung.
Soetigna doprowadził do renesansu gry na angklungu. Dostrzegł podobieństwo między indonezyjskimi zespołami angklungu a europejskimi zespołami dzwonków ręcznych, gdzie każdy dzwonkarz trzyma jeden lub dwa instrumenty, nastrojone do określonych dźwięków, grając pod batutą dyrygenta. Angklungi nastrojone w skali diatonicznej, umożliwiającej wykonywanie muzyki zachodniej, stały się substytutem dzwonków i znalazły zastosowanie w państwowym systemie szkolnictwa.
W 1928 r. ukończył holenderską szkołę pedagogiczną – Kweekschool. Pracował jako nauczyciel, wpierw w Schakel School w Cianjur (1928), a później w Hollandsch-Inlandsche School w Kuningan (1932).